# SV Meppen
Sport-Verein Meppen 1912 e.V. é uma agremiação alemã, fundada a 29 de novembro de 1912, sediada em Meppen, na Baixa Saxônia.

## História
Foi fundado em 1912 como Amisia Meppen e se juntou ao Männer Turnverein Meppen a 8 de fevereiro de 1920 para formar o TuS Meppen 1912. O TuS Meppen deixou o futebol, em 1921, para criar um clube separado chamado Sport Verein Meppen 1912 e.V. O SV Meppen permaneceu por 11 anos na 2.Bundesliga, o segundo nível do futebol alemão.
O time obteve um histórico relativamente tranquilo atuando nos III e IV níveis. A equipe ganhou o seu primeiro título, a Amateurliga Baixa Saxônia (IV), em 1961. Houve um segundo título em 1968 e, em seguida, uma qualificação para a Regionalliga Nord (III), em 1972. Depois da reestruturação da liga, em 1974, o time jogou na Oberliga Nord (III), pela qual ganhou o campeonato, em 1987 e, em seguida, conseguiu a promoção nos play-offs para se juntar à 2.Bundesliga. Daí o Meppen se tornou um dos clubes da divisão mais cultuados.
As campanhas no segundo módulo do campeonato alemão foram de médio porte. A equipe geralmente pontuava no meio da tabela. Foi sétima colocada, em 1994, e sexta, em 1995. O Meppen chegou às oitavas de final, em 1997, da DFB-Pokal, a Copa da Alemanha, ao obter uma memorável vitória por 6 a 1 contra o Eintracht Frankfurt. Contudo, a permanência no circuito da segunda divisão terminou, em 1998, quando a decadência o levou a pousar na Oberliga Nord (IV), ocasião em que a equipe estava sobrecarregada de sérios problemas financeiros.
Durante o novo século, ao Meppen foi designado a disputar a Niedersachsenliga, a quinta divisão. Mas, o time só subiria em 2001. Ao se sagrar campeão deste módulo, avançou à Regionalliga Nord (IV) para continuar a sua marcha de volta à 2. Bundesliga.

## Estádio
O Meppen manda seus jogos no "Vivaris Arena Emsland", o qual se localiza no norte de Meppen, em Lathener Strasse. A construção foi finalizada, em 1924, e o estádio foi nomeado " Hindenburg Stadion dois anos depois. Em 1992, foi rebatizado Emsland-Stadion. Um acordo de patrocínio, em 2005, o marca como "Vivaris Arena Emsland". O maior público da história foi o de 18.000 espectadores que assistiram o SV Meppen jogar um amistoso, em 1982, contra o FC Barcelona, o qual contava com o famoso argentino Diego Maradona. Atualmente a praça de esportes conta com a capacidade de 16.500.

## Títulos
- Campeão da Amateurliga Niedersachsen (IV): 1961, 1968;
- Campeão da Oberliga Nord (III): 1987;
- Campeão da Niedersachsenliga: 2011;

O clube atuou durante onze temporadas consecutivas na 2. Bundesliga (segunda divisão alemã) de 1988 a 1998. Em 404 jogos, a equipe marcou 495 gols, obtendo um total de 124 vitórias, 139 empates, 141 derrotas.